# Società Ginnastica Pro Vercelli
La Società Ginnastica Pro Vercelli 1892 è una associazione sportiva dilettantistica con sede a Vercelli, fondata nel 1887 da un gruppo di giovani vercellesi capitanati dal prof. Domenico Luppi; è affiliata alla Federazione Ginnastica d'Italia dal 1892.
È una delle più antiche associazioni di ginnastica italiane per anzianità tra quelle tuttora attive, ed è un punto di riferimento per lo sport piemontese.
Legata fin dagli anni trenta alla famiglia Zacconi, l'associazione ha partecipato a competizioni in ambito nazionale ed internazionale.
Nel 1967 è stata insignita dal CONI della Stella d'Oro al merito sportivo, e nel 1994 ha ricevuto dal Presidente della Repubblica Oscar Luigi Scalfaro un riconoscimento quale benemerita società sportiva centenaria.
Nel novembre del 2000, l'associazione ha partecipato con i propri rappresentanti alla fondazione dell'Unione Nazionale Associazioni Sportive Centenarie d'Italia (UNASCI).

## Storia

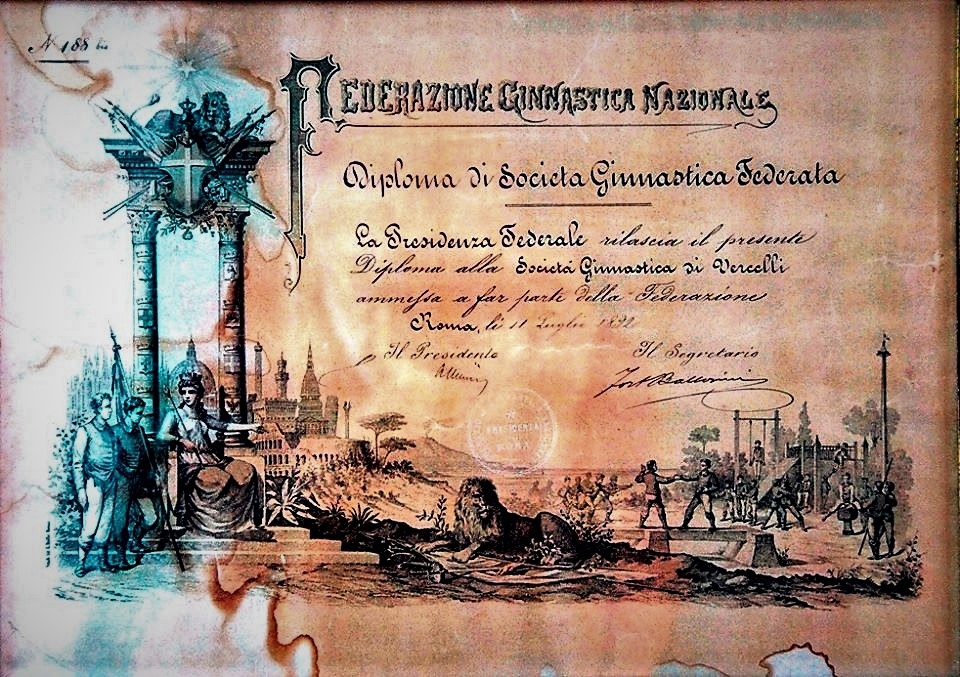
Certificato di affiliazione alla Federazione Ginnastica d'Italia datato 11 luglio 1892

Il 20 dicembre del 1875, nella città di Vercelli, viene fondata la Società Ginnastica Vercellese, di cui sono nominati presidente il cav. Severino Delpiano e direttore tecnico Carlo Cavanna. La Società resta attiva per alcuni anni, fino al 1880, quando si costituisce la Società Fratellanza che opera per sette anni.
Nel 1887, per iniziativa del prof. Domenico Luppi, originario di Mirandola, insegnante di educazione fisica presso il Liceo Classico di Vercelli, con l'aiuto di un esiguo gruppo di sportivi, nasce la Ginnastica Pro Vercelli, che svolge le prime piroette atletiche nel cuore della città, in Piazza Cavour tra le catene del monumento dedicato al celebre statista.
La nuova Società, di cui fu successivamente presidente l'avvocato Luigi Bozino e vicepresidente l'ingegnere Francesco Bertinetti (fondatore in seguito delle sezioni di Scherma e di Calcio) viene ufficialmente affiliata alla Federazione Ginnastica d'Italia l'11 luglio 1892. Successivamente verranno costituite anche sezioni di Scherma, Calcio e Tennis, cui si aggiungeranno, praticando un'attività più o meno duratura, il ciclismo, il tamburello, le bocce, l'atletica e l'hockey.
Si formerà quindi l'Unione Sportiva Pro Vercelli, che avrebbe mantenuto tale denominazione fino al 1978, anno in cui ogni sezione avrebbe acquistato piena autonomia.

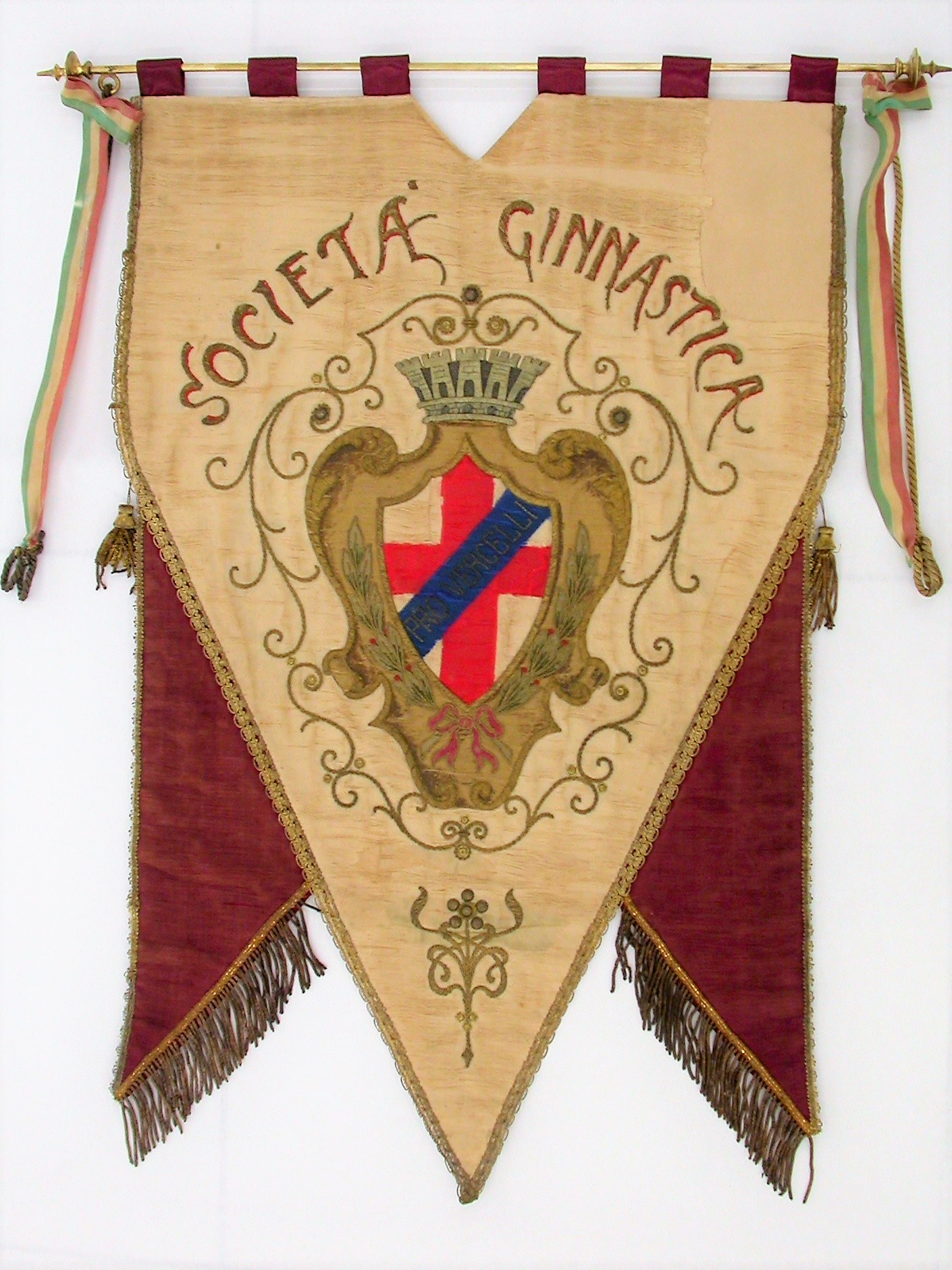
Gagliardetto sociale restaurato con scritta Pro Vercelli in campo blu risalente al 1889, tre anni prima dell'affiliazione dell'associazione alla Federazione Ginnastica d'Italia

Nei primi anni di vita della Società gli atleti che praticavano la ginnastica si allenavano nello scantinato dell'Abbazia di S. Andrea di Vercelli e, malgrado i modesti mezzi a disposizione, arrivarono a distinguersi a livello nazionale e internazionale. In un articolo del 1906 si legge:
(La Stampa Sportiva; primavera del 1906)
I risultati di maggiore rilievo conseguiti lungo i primi decenni del '900 furono: il primo posto assoluto di squadra al Concorso di Firenze nel 1905 (la formazione comprendeva Bosio, Gallarate, Innocenti, Motta, Tovaglia, Cesare Pizzo, Re, Verzellino e Francesco Visconti, che sarà per lungo tempo ineguagliabile maestro della Società vercellese di scherma); il primo posto assoluto di squadra nel Concorso Internazionale di Milano del 1906; il primo posto assoluto di squadra, con punti 119,60 su 120, al Concorso Internazionale di Firenze nel 1924 (componenti della squadra erano Marino Frova, Pavese, Roncarolo, Guazzoni, Marotto, Rinone, Legnetti, Collilanzi, Bolla, Massa, Mauro, Pezzana, Bonardo, Ghiaspero, Peracchino e Giovanni Cabano).

### I protagonisti del primo Novecento
Lungo tutta la prima metà del ‘900 il personaggio più carismatico della Società fu certamente Marino Frova, proveniente dalla Pro Patria Milano, già membro nel 1905 della squadra vincitrice a Firenze.

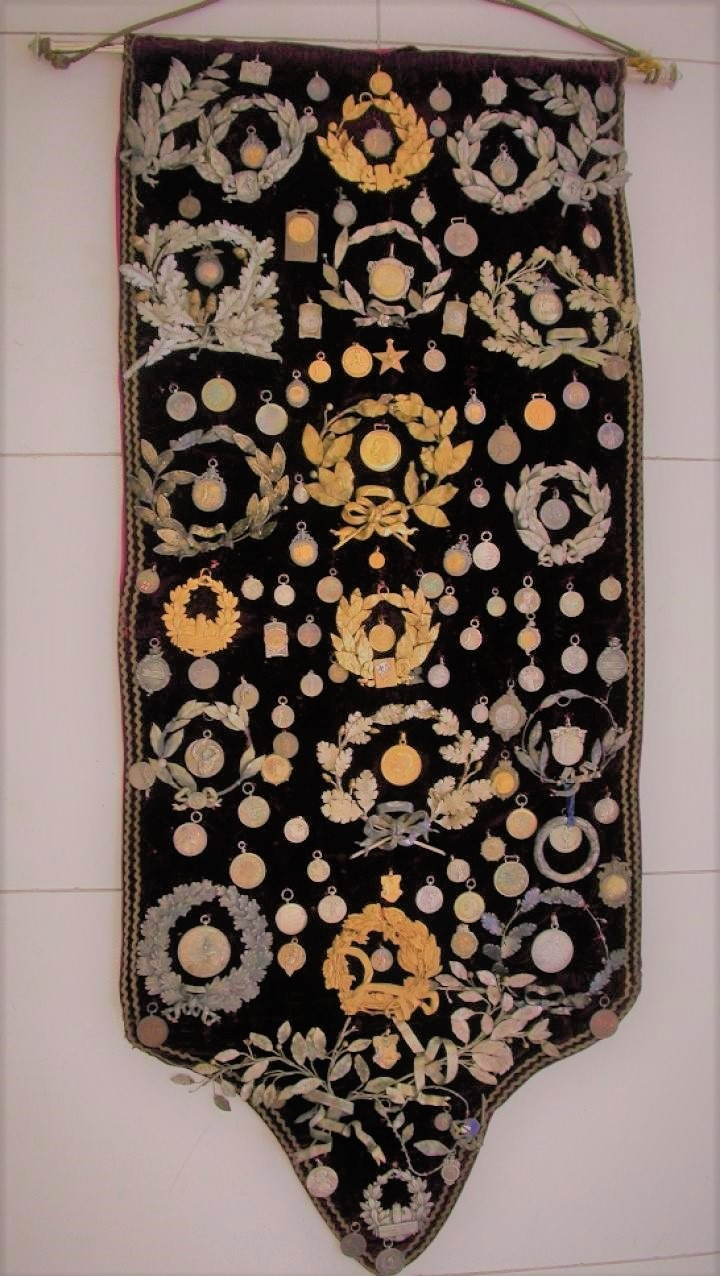
Medagliere storico della Società Ginnastica Pro Vercelli 1892 ove sono raccolti i successi dell'associazione dal 1892 ai primi anni '50

Frova non fu soltanto istruttore e capo squadra brillante, ma anche uno dei migliori ginnasti d'Italia del suo tempo, vincitore di molti concorsi e dominatore quasi assoluto della salita alla fune. Il suo esempio, la sua tenacia e la sua energia influenzarono molti allievi ed ebbero modo di rispecchiarsi in loro tanto che alcuni di essi non furono da meno del maestro.
Anche se in quei tempi la cavalcata della bianche casacche della U.S. Pro Vercelli Calcio negli stadi italiani aveva finito per oscurare ogni altra affermazione sportiva, Marino Frova ebbe il merito di non scoraggiarsi mai e proseguì per decenni ad impegnarsi nella sua palestra, spiegando ai propri allievi quanto sacrificio occorre per affermarsi.
Dopo anni di attività agonistica e di risultati prestigiosi, anche come istruttore di numerose squadre che ottennero importanti titoli sia a livello nazionale che internazionale, nel 1924 formò la squadra femminile che si mantenne in attività per alcuni anni e partecipò ai concorsi nazionali di Bologna e Roma.
Ma anche altri vanno ricordati per il ruolo svolto nella Società: in particolare Natale Buzzani, Paolo Rosetta, Filippo Ferraro, Attilio Briganti, Giovanni Cabano, Giovanni Dazza, Giuseppe Gallarate, Andrea Novaglio, che costituirono il nucleo attorno al quale crebbero le schiere dei ginnasti che resero ricco di vittorie il labaro della Pro Vercelli.
Tra le ginnaste vanno ricordate Adriana Frova, Re, Naviglio, Fossati, Bertolino, Averone, De Gaudenzi, Vigone, Giara, Corna, Brusa, Verro, Zenone, Belfiore, Teresita e Albertina Parini, Martinetti, Rinone, Busca, Piccaluga, Davite e Crosio. Tra i ginnasti: Cabano, Aglietti, Marotto e Perotti, atleti preparati ad eseguire esercizi di forza, tecnica su cui si basava prevalentemente la disciplina prima del 1938. Anche dopo aver lasciato le competizioni questi atleti continuarono a seguire gli allenamenti dei ginnasti più giovani, quali Ferraris, Atanassi, Frattini, Ferreri, ormai preparati tecnicamente ad eseguire esercizi di slancio, nonché gare di atletica come la corsa, il salto in alto e il salto con l'asta.
Nel periodo della II guerra mondiale l'attività della Ginnastica Pro Vercelli ha subito inevitabilmente una situazione di stasi in quanto i giovani ginnasti, come tanti altri italiani, hanno dovuto misurarsi con l'eccezionalità della situazione compreso l'impegno al fronte.

### La ripresa nel dopoguerra[6]
Terminato il periodo bellico e superate varie traversie, rientrano in palestra i giovani di un tempo: Dante Zacconi, Luigi Calderara, Bruno e Lauro Panatero. A rinforzare la schiera dei reduci giunge in palestra un bel gruppo di giovani: Anino, Bossola, Celoria, Muselli, Massa, Osti, Piovera, Pallante, Rulla, Testa, i fratelli Aldo e Federico Bavagnoli, Baraldi, Destefanis, Portalupi, Trevisan, Ardissone e Carisio. Sono questi gli atleti che negli anni cinquanta fanno parte dell'ultima squadra di Marino Frova, e che affrontano competizioni individuali e di squadra a livello nazionale, a Firenze, Roma e Napoli, conquistando l'ultima medaglia d'oro appesa allo storico medagliere, peraltro già estremamente ricco di corone d'alloro.
Alcuni di questi ginnasti saranno i futuri dirigenti dell'Associazione Ginnastica Pro Vercelli quando, nel 1978, le sezioni dell'Unione Sportiva Pro Vercelli si separeranno. Tra gli atleti dell'ultima squadra di Frova, Dante Zacconi divenne tecnico e giudice nazionale e continuò l'opera del maestro mantenendo in vita l'attività della sezione maschile in collaborazione con gli amici ex atleti Valerio Muselli e Guido Campestrin; poi nel 1983 fu eletto presidente della Ginnastica Pro Vercelli.
Il periodo tra gli anni '60 e gli anni '80 è segnato da una profonda evoluzione della ginnastica: si diffonde la consapevolezza che per una ginnastica a buon livello non è più sufficiente la sola esperienza di chi ha praticato in passato questa disciplina, ma che occorre una preparazione basata anche su nozioni di 
fisica, meccanica e medicina. 
Nonostante ciò vi furono altri,successi da parte dei ginnasti della Pro Vercelli.Cinque volte campioni regionali a squadra, due quarti posti a livello Nazionale,sempre a squadra,a Firenze e Bologna...i ragazzi allenati da Leo Muselli e Guido Campestrin raggiunsero anche due finali di Coppa Italia con discreti risultati...Nel 1971 i ginnasti Aroni Vigone,Gianinetti,Porta,Salis e Tomei giunsero ad un soffio dal Podio.ai Giochi nazionali della gioventù.Nel 1972 Roberto Gianinetti vince il titolo regionale individuale precedendo il compagno di squadra Tomei Pietro....Nel 1974, in accordo con il medico sociale Aldo Bavagnoli e l'allora assessore allo sport Aldo Venè, Dante Zacconi unisce alla sezione maschile quelle femminili di ginnastica artistica e ritmica, quindi seleziona nelle scuole cittadine circa 650 ginnasti.
Il primo saggio ginnico si svolge nel Teatro Civico con la partecipazione di 332 atleti e riscuote un autentico successo di pubblico, che contribuisce a far comprendere alla cittadinanza l'utilità e la necessità della ginnastica per i propri figli.
Ma, proprio mentre l'attività è in pieno sviluppo si rende evidente il problema della mancanza di palestre per gli allenamenti. Solo nel 1978, grazie alla passione di dirigenti e istruttori e alla collaborazione dell'amministrazione comunale in carica, alla Società viene assegnata una parte della struttura dell'ex Colonia Elioterapica, un edificio inaugurato nel 1939 ma ormai in stato di completa fatiscenza. La Ginnastica Pro Vercelli si fa carico totalmente delle spese di ristrutturazione dei locali e, grazie all'entusiasmo di dirigenti e istruttori ed alla partecipazione di soci e genitori, nel settembre dello stesso anno i lavori possono iniziare, consentendo già alla fine di ottobre di poter riprendere l'attività sportiva.

## Il rapporto con la città
La Società ha prestato attenzione alla promozione di iniziative finalizzate a valorizzare il patrimonio storico e la presenza in ambito cittadino. Tale è il tradizionale saggio di fine corsi, che tuttora viene ancora svolto annualmente, rifacendosi a quanto avveniva sin dagli inizi dell'attività quando i ginnasti erano soliti esibirsi sulle piazze cittadine e, in seguito, nel Campo Sportivo di Via Massaua.
All'attività svolta dalla Ginnastica Pro Vercelli non sono mancati i riconoscimenti ufficiali in campo nazionale e locale: oltre alla Stella d’Oro al merito sportivo conferita dal CONI nel 1967, sono da ricordare la bandiera e la targa della Federazione Ginnastica d'Italia che nel 1994, in occasione dei 125 anni della Federazione, sono state consegnate, alla presenza del Presidente della Repubblica Scalfaro, alla Società Ginnastica Pro Vercelli 1892 quale benemerita Società Centenaria.
Nel novembre del 2000, il sodalizio vercellese ha partecipato con i propri rappresentanti alla fondazione dell'Unione Nazionale Associazioni Sportive Centenarie d'Italia (UNASCI), organismo nel quale è membro del direttivo nazionale.
Attualmente la Ginnastica Pro Vercelli prosegue la sua attività presso l'ex Colonia Elioterapica attraverso l'opera di uno staff tecnico e di giovani dirigenti, tutti ex ginnasti della Società.